# Christian X
Christian X (en danois : Christian X ; en islandais : Kristján 10.), né le 26 septembre 1870 au palais de Charlottenlund près de Copenhague – mort le 20 avril 1947 au palais d’Amalienborg à Copenhague, est roi de Danemark du 14 mai 1912 au 20 avril 1947, et roi d'Islande du 1er décembre 1918 au 17 juin 1944.
Les réunions familiales durant la période estivale amenaient au Danemark les principaux souverains d'Europe (hormis le Kaiser, la guerre des Duchés qui avait fait perdre au Danemark une grande partie de son territoire ayant laissé de profondes séquelles dans l'âme danoise). Christian X régna pendant les deux guerres mondiales mais malgré ses liens étroits avec les monarques européens, il sut rester neutre tout en accueillant sa tante la tsarine douairière en exil. On lui attribua une résistance aux nazis, qui fit de lui l'un des monarques danois les plus populaires de la monarchie moderne.

## Famille
Christian X est le fils aîné du roi de Danemark Frédéric VIII (1843-1912), lui-même le fils du roi Christian IX, surnommé le « Beau-père de l'Europe », et de son épouse la princesse Louise de Suède (1851-1926), elle même fille du roi de Suède Charles XV (1826-1872) et de son épouse la princesse Louise des Pays-Bas (1828-1871).

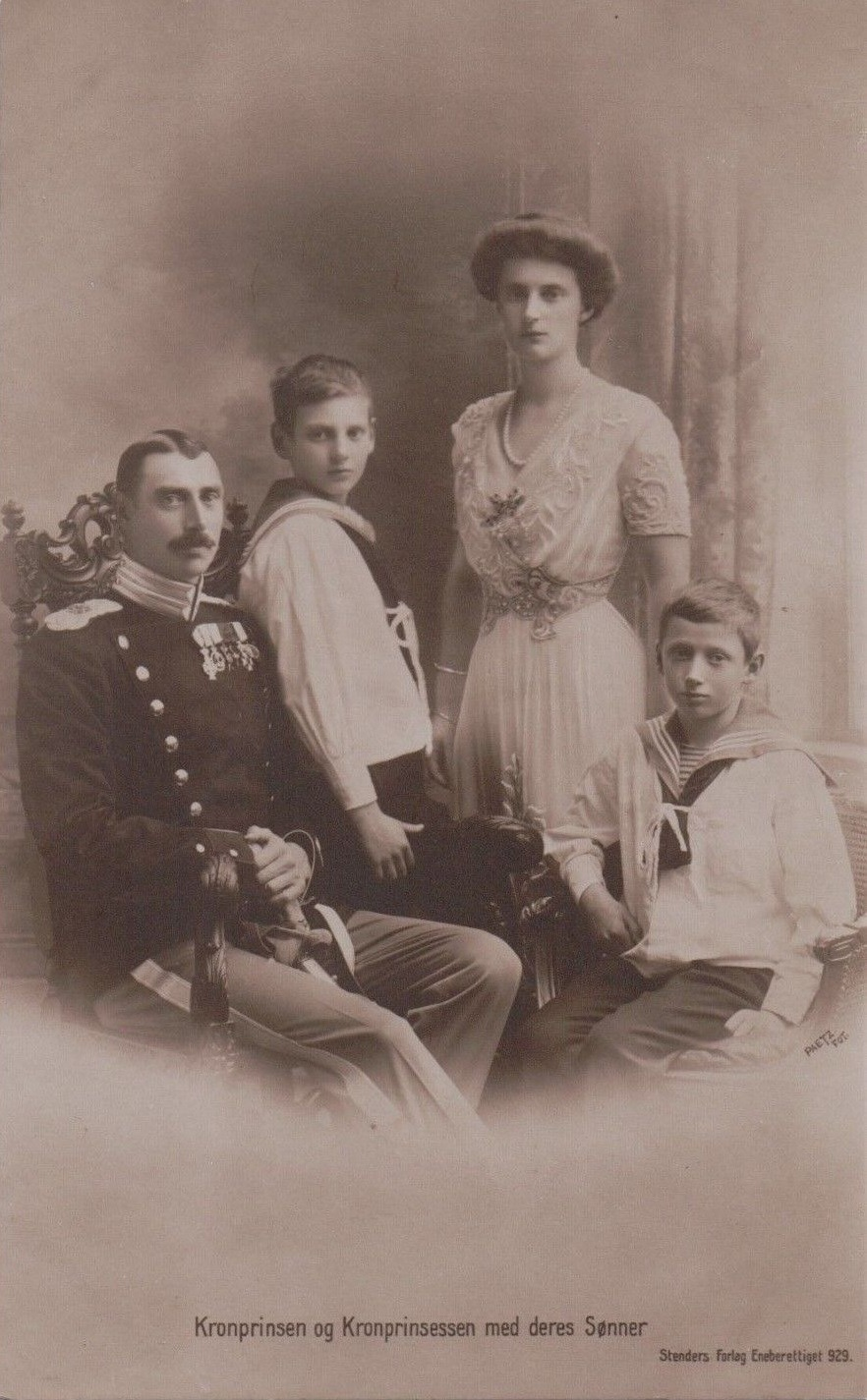
Le roi Christian X avec son épouse la reine Alexandrine et leurs enfants, le prince héritier Frédéric et le prince Knud en 1912.

Si son grand-père a été surnommé le beau-père de l'Europe, lui-même aurait pu être appelé le cousin de l'Europe. Il est le neveu de nombreux monarques et prétendants européens : de la reine Alexandra de Danemark (1844-1925), épouse du roi britannique Édouard VII, de Guillaume, devenu roi de Grèce sous le nom de Georges Ier (1845-1913), de la tsarine Dagmar de Danemark (1847-1928), épouse de l'empereur russe Alexandre III, et de la princesse royale Thyra de Hanovre (1853-1933). Lorsqu'il monta sur le trône en 1912, ses cousins régnaient sur la Russie, le Royaume-Uni et les Indes, le roi de Grèce était son oncle et le roi de Norvège son frère.
Le 26 avril 1898, il épouse à Cannes la princesse Alexandrine de Mecklembourg-Schwerin (1879-1952), fille du grand-duc Frédéric-François III de Mecklembourg-Schwerin et de la grande-duchesse Anastasia Mikhaïlovna de Russie.
Deux enfants naquirent de cette union :
- Frédéric (1899-1972), qui lui succéda, épousa en 1935 la princesse Ingrid de Suède (1910-2000) et en eut trois filles ;
- Knud (1900-1976), qui épousa en 1933 la princesse Caroline-Mathilde de Danemark (1912-1995), fille du prince Harald de Danemark, et en eut trois enfants.

## Biographie

### Premières années

#### Naissance et famille

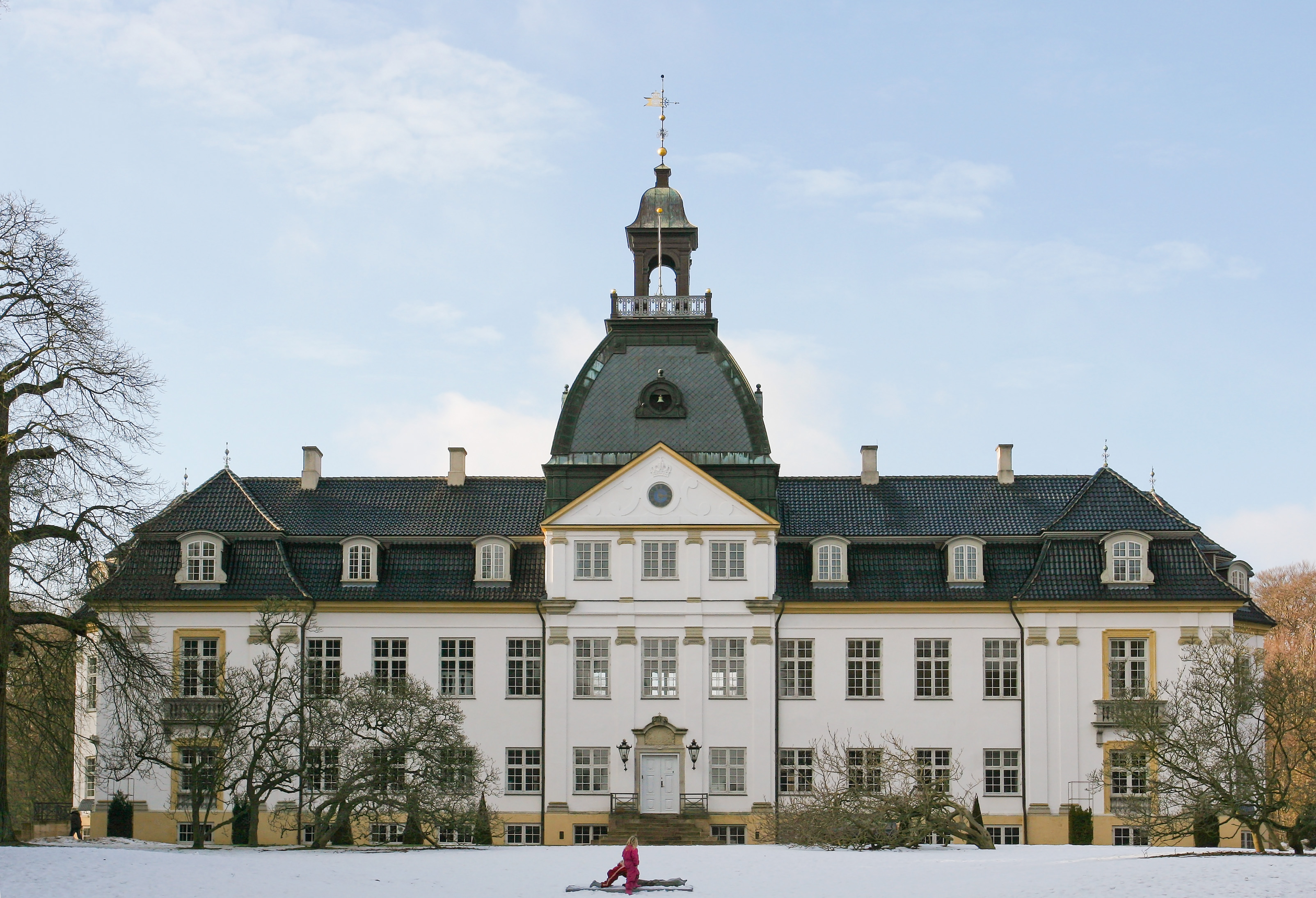
Le palais de Charlottenlund en 2006.

Le prince Christian naît dans la nuit du lundi 26 septembre 1870 à la residence d'été de ses parents, le palais de Charlottenlund, située sur les rives du détroit Øresund à 10 kilomètres au nord de Copenhague sur l'île de Seeland au Danemark. Il est le premier enfant du prince Frédéric, prince héritier du royaume de Danemark, et de son épouse la princesse Louise de Suède. Son père était le fils aîné du roi Christian IX de Danemark, et de son épouse, la princesse Louise de Hesse-Kassel, et sa mère était la fille unique du roi Charles XV de Suède et de Norvège, et de son épouse, la princesse Louise des Pays-Bas.

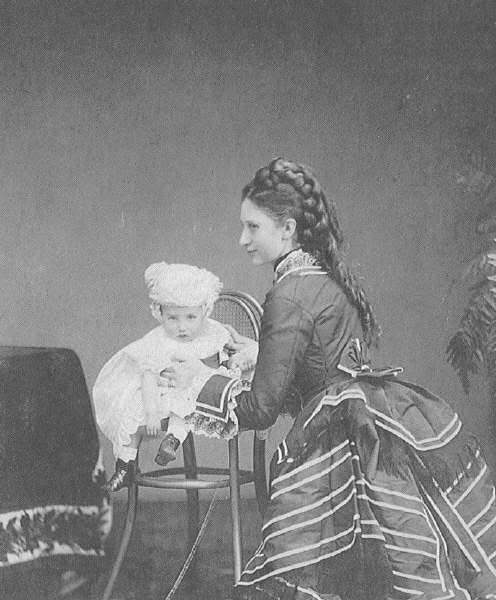
Louise de Suède, princesse héritière de Danemark, avec son fils nouveau-né.

Le lendemain, l'écrivain danois, Hans Christian Andersen, a noté dans son journal : « La nuit avant 12 heures, un prince est né de la princesse héritière, toute la ville a été signalée aujourd'hui par le beau temps. » Baptisé le 31 octobre suivant dans la chapelle du palais de Christiansborg par l'évêque de Seeland Hans Lassen Martensen, il a reçu les noms de baptême de Christian Carl Frederik Albert Alexander Vilhelm. En tant que petit-fils d'un monarque danois dans la lignée masculine et que fils d'un prince héritier danois, il portait dès sa naissance le titre de prince de Danemark avec la qualification d'altesse royale. Lorsqu'il voit le jour, le prince Christian est deuxième dans l'ordre de succession au trône de Danemark, après son père.

#### Enfance et jeunesse

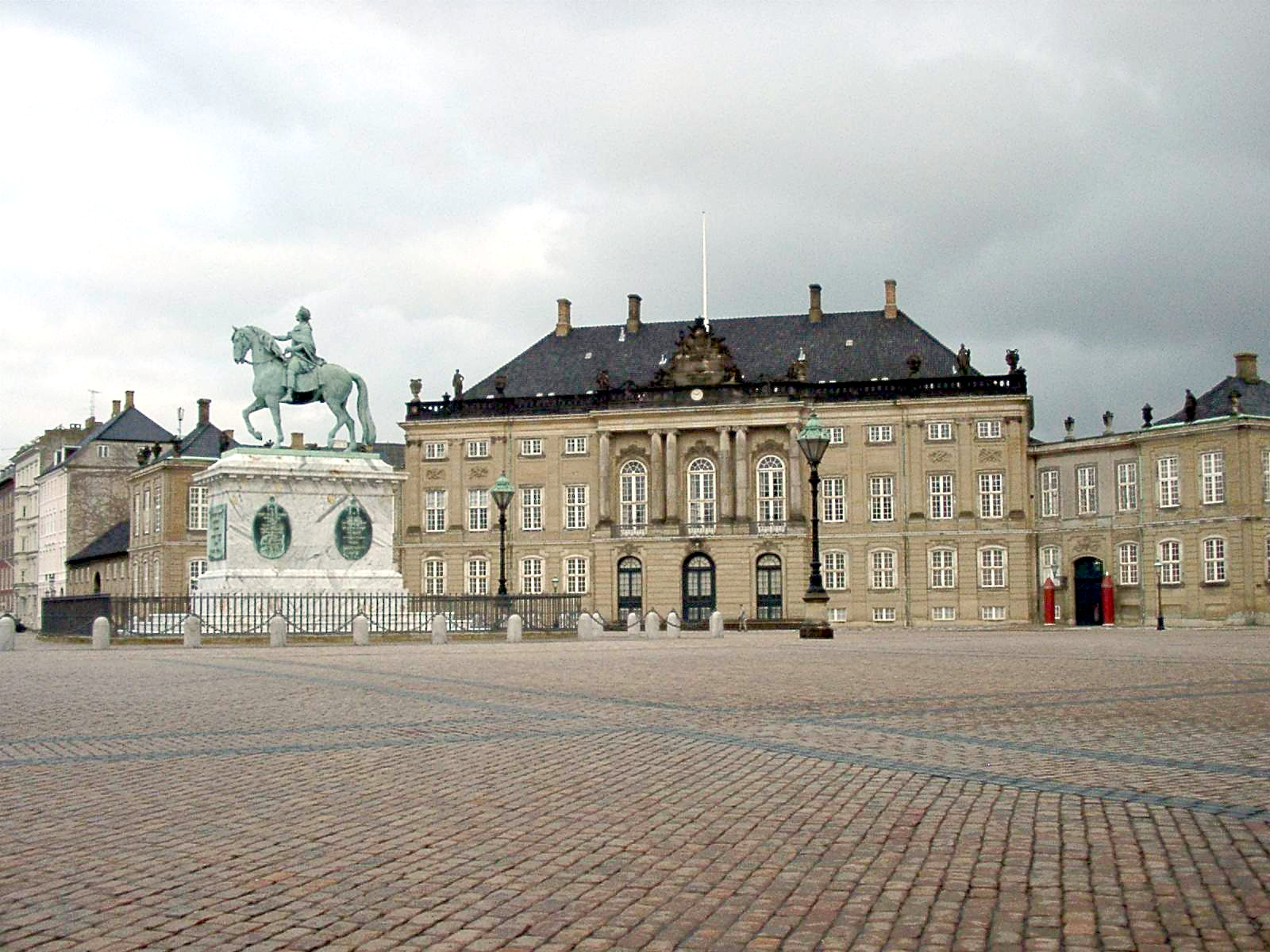
Le au palais d’Amalienborg à Copenhague en 2003.

L'enfant grandit aux côtés de ses parents et ses trois frères et quatre sœurs à la résidence de ses parents, le palais Frédéric VIII, lui-même intégré au palais d’Amalienborg, résidence principale de la famille royale de Danemark dans le quartier de Frederiksstaden au centre de Copenhague, et à leur rèsidence d'été, le palais de Charlottenlund au nord de la ville. Contrairement à la pratique habituelle de l'époque, où les enfants royaux étaient élevés par des gouvernantes, les enfants étaient élevés par la princesse héritière Louise elle-même. Christian et ses frères et sœurs ont reçu une éducation privée à dominance chrétienne, caractérisée par la sévérité, l'accomplissement des devoirs, les soins et l'ordre.

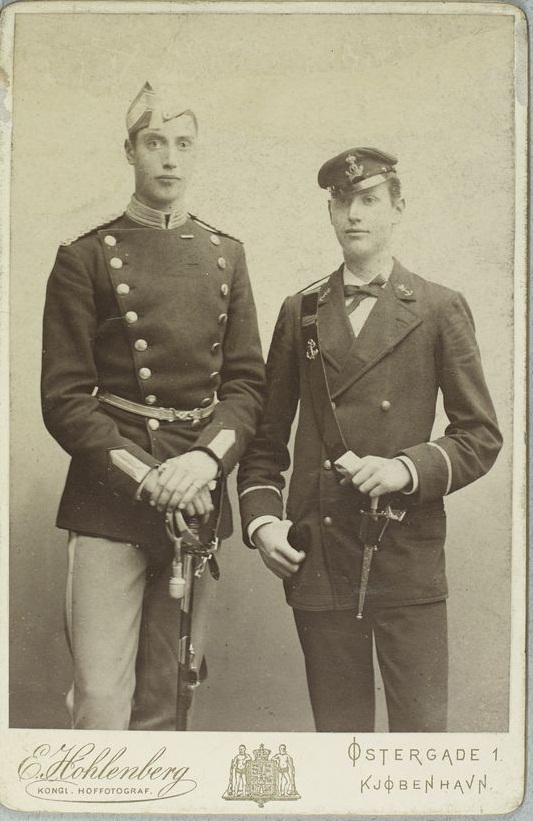
Le prince Christian avec son petit frère le prince Charles (le futur roi) en 1887.

Le prince Christian avait moins de deux ans de plus que son frère le prince Charles, et les deux princes ont eu une confirmation commune à la chapelle du palais de Christiansborg en 1887. Après avoir réussi l'examen artium (le nom au Danemark et en Norvège de la certification académique permettant à un étudiant d'être admis à l'université) en 1889 en tant que premier prince danois, il a commencé une formation militaire comme c'était la coutume pour les princes à cette époque. Ensuite il a servi dans le 5e régiment de dragons et a ensuite étudié à l'Académie des officiers de Randers de 1891 à 1892.

#### Mariage et descendance

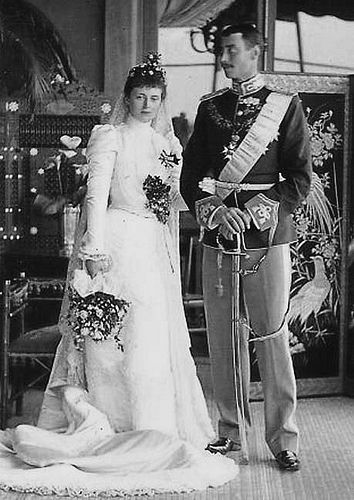
La princesse Alexandrine et le prince Christian le jour de leur mariage en 1898.

Jeune homme, le prince Christian tombe amoureux de la princesse française Marguerite d'Orléans, qui est la sœur cadette de l'épouse de son oncle le prince Valdemar, la princesse Marie d'Orléans. Cependant, les sentiments ne sont pas réciproques et après quelques années d'amour malheureux, elle épouse en 1896 Marie Armand Patrice de Mac Mahon, duc de Magenta, et fils du maréchal de France et président de la République Patrice de Mac Mahon.
Lors d'un séjour à Cannes, le prince Christian rencontre sa future épouse, la duchesse Alexandrine de Mecklembourg-Schwerin (1879-1952), fille du grand-duc Frédéric-François III de Mecklembourg-Schwerin et de la grande-duchesse Anastasia Mikhaïlovna de Russie. Ils se sont fiancés à Schwerin le 24 mars 1897. Le 26 avril 1898, le prince Christian, âgé alors de 27 ans, épouse la duchesse Alexandrine lors d'une cérémonie discrète à la résidence de vacances des parents de la mariée, la Villa Wenden (es) à Cannes.

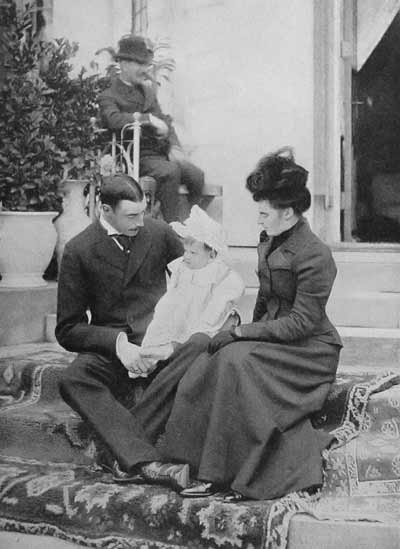
Prince Christian et Princesse Alexandrine avec leur fils Frédéric en 1900.

Deux enfants naquirent de cette union :
- Frédéric (1899-1972), qui lui succéda, épousa en 1935 Ingrid de Suède et en eut trois filles ;
- Knud (1900-1976), qui épousa en 1933 Caroline-Mathilde de Danemark (1912-1995), fille de Harald de Danemark.

En tant que résidence, le couple reçoit le palais Christian VIII, lui-même intégré au palais d’Amalienborg, résidence principale de la famille royale de Danemark dans le quartier de Frederiksstaden au centre de Copenhague. Comme résidence d'été, il reçoit le palais de Sorgenfri, située sur les rives du petit fleuve Mølleåen à Kongens Lyngby au nord de Copenhague sur l'île de Seeland. Ici, ils avaient un refuge loin de la vie de cour à Amalienborg et ici leurs deux fils sont nés. De 1899 à 1902, le château de Marselisborg près d'Aarhus, la deuxième ville du Danemark, a également été construit et offert en cadeau de mariage public au couple, devenant leur résidence d'été. En plus, en 1914, le couple royal a également construit la villa royale de Klitgården dans la ville de Skagen dans l'extrême nord du Jutland.
En 1905, son frère devint roi de Norvège, tout comme son oncle Georges Ier de Grèce avait été élu roi des Hellènes en 1867.

### Début du règne

#### Accession au trône

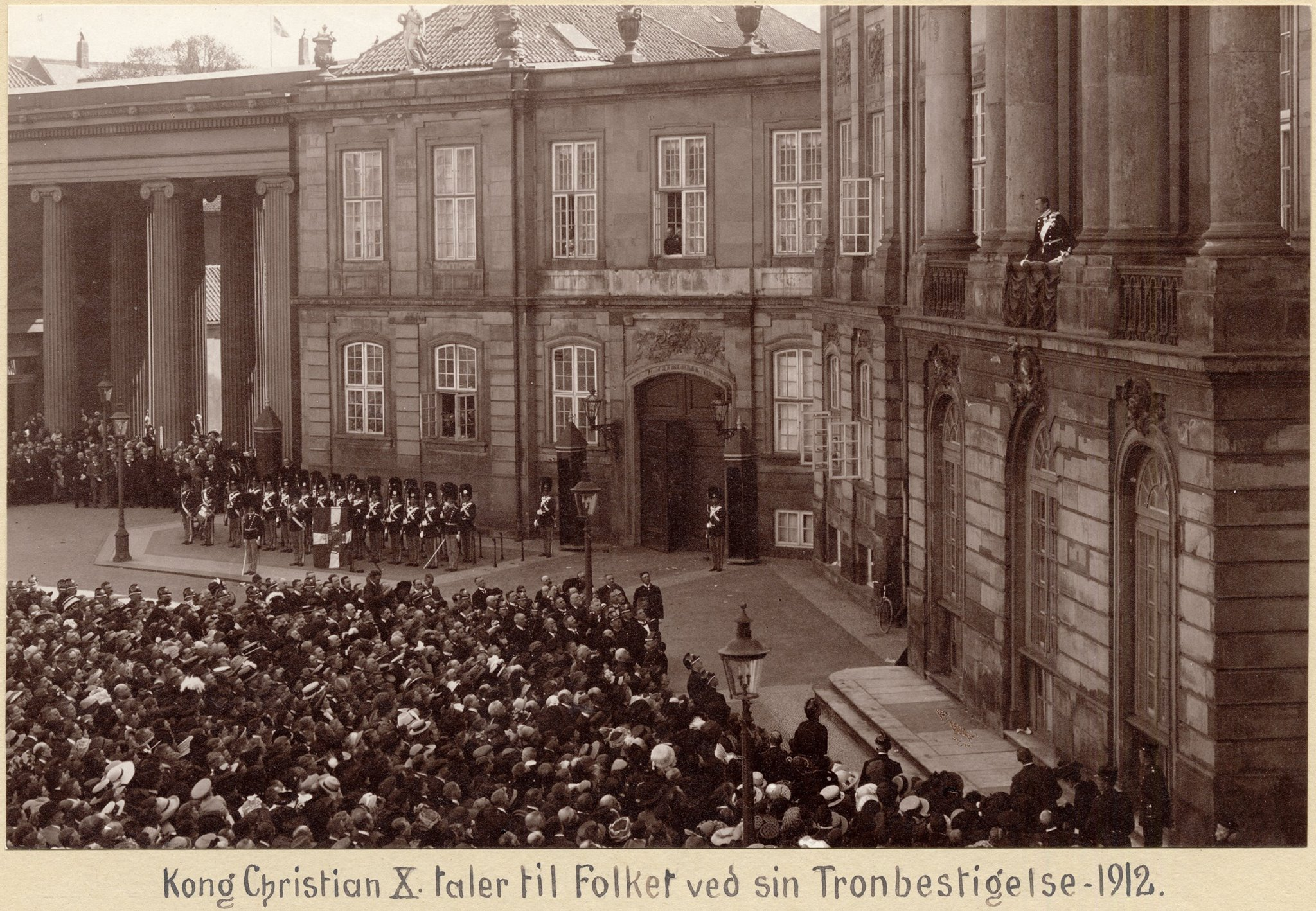
Le roi Christian X au balcon du palais royal, le jour de son accession au trône, en 1912.

Le 14 mai 1912, le roi Frédéric VIII meurt après s’être effondré alors qu’il se promenait dans un parc de Hambourg, en Allemagne. Il revenait d’un séjour de repos qu'il avait effectué pendant quelques jours à Nice, en France, et séjournait anonymement dans la ville, prévoyant de rentrer sous peu à Copenhague. Christian était à Copenhague quand il a appris de la mort de son père. Il lui a alors immédiatement succédé et devient roi de Danemark à l'âge de 41 ans. Proclamé roi depuis le balcon du palais d’Amalienborg par le président du conseil Klaus Berntsen, il devint le roi Christian X, montant sur le trône en tant que troisième monarque appartenant à la maison de Glücksbourg.

#### Première Guerre mondiale

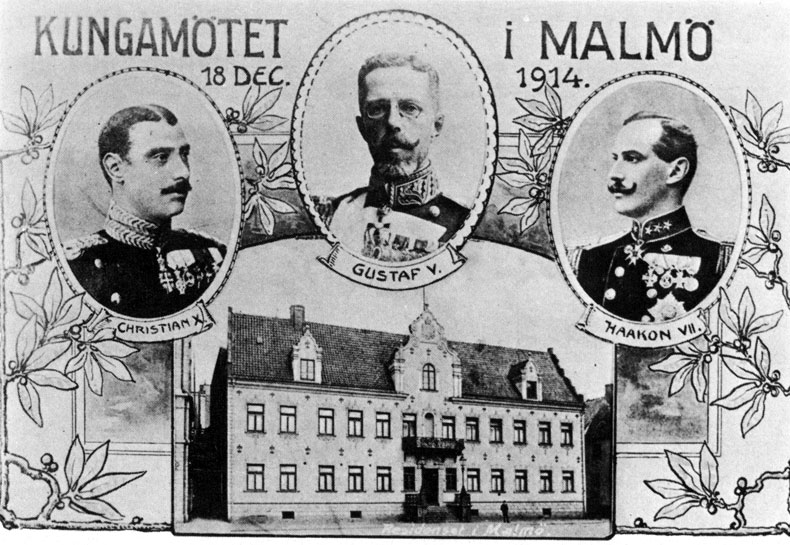
Rencontre des trois rois scandinaves à Malmö (1914).

La Première Guerre mondiale éclate peu après l'accession du roi au trône. En 1905, sa belle-sœur Cécilie de Mecklembourg-Schwerin avait épousé le Kronprinz allemand Guillaume de Prusse. Le souverain danois était également le neveu de la reine douairière du Royaume-Uni née Alexandra de Danemark, de la tsarine douairière née Dagmar de Danemark et de la duchesse de Hanovre dont le fils épousa en 1913 l'unique fille du Kaiser. Il est donc un proche parent des futurs belligérants.
Le roi, avec son gouvernement, a convenu que le Danemark devrait poursuivre une politique de neutralité. En fait, le roi et son gouvernement ont réussi à maintenir le pays hors de la guerre, y compris par la fermeture de la mine des eaux danoises en 1914. Le roi soutient également la politique de neutralité en participant à la rencontre des Trois Rois ; le 18 décembre 1914, Christian X de Danemark rencontre à Malmö les rois Gustave V de Suède et Haakon VII de Norvège, tous accompagnés de leurs ministres des Affaires étrangères, afin de définir et souligner une politique commune de neutralité face à l'Europe en guerre. Dans une déclaration commune, les trois souverains confirment la stricte neutralité des trois Etats pendant la guerre,. La réunion de 1914 est suivie d'une autre réunion des trois rois, tenue à Kristiania en novembre 1917.

### L'entre-deux-guerres

#### Royaume d'Islande

Armoiries du royaume d'Islande à partir de 1919.

En juillet 1918, une délégation dano-islandaise parvint à un accord pour la mise en place d'une union personnelle qui permit à l'Islande de devenir un État indépendant et souverain, tout en conservant Christian X comme roi d'Islande. Après son approbation par référendum, l'Acte d'Union dano-islandais entra en vigueur le 1er décembre 1918. L'Acte d'Union est constitué de 20 articles, dont le premier est le suivant :

« Le Danemark et l'Islande sont deux souverainetés libres, alliées par le fait qu'elles ont le même Roi et par l'accord que formule la présente loi d'union.
Les noms des deux États figurent dans le titre du roi. »

— Article 1, Acte d'Union dano-islandais.
Le gouvernement de l'Islande établit une ambassade à Copenhague, demandant au Danemark de gérer sa politique étrangère. Les ambassades danoises dans le monde entier affichaient alors deux blasons et deux drapeaux : ceux du Royaume de Danemark et du royaume d'Islande.

#### Crise de Pâques
En avril 1920, Christian X de Danemark fut l'instigateur de la Crise de Pâques, peut-être fut-elle la plus décisive dans l'évolution de la monarchie danoise au XXe siècle. La cause principale fut l'éclatement d'un conflit entre le roi et le cabinet au cours de la réunification du Schleswig septentrional (aujourd'hui Jutland-du-Sud) au Danemark, ancien fief danois perdu au profit de la Prusse lors de la guerre des Duchés (1er février 1864-30 octobre 1864), et que le Danemark revendiqua durant les cinq décennies qui suivirent.
 La défaite des Allemands à la suite de la Première Guerre mondiale permit de régler ce différend. Selon les termes du traité de Versailles (28 juin 1919), deux plébiscites devaient statuer sur le sort du Schleswig ; l'un dans le Schleswig septentrional, l'autre dans le centre du Schleswig (aujourd'hui partie de l'État allemand). Aucun plébiscite ne fut prévu pour le Schleswig du Sud dominé par une majorité ethnique allemande et qui faisait partie de l'État allemand, au terme du conflit.
Dans le Nord du Schleswig, 70 % des votants votèrent en faveur de la réunification avec le Danemark et 25 % votèrent pour l'Allemagne. Dans ce vote, l'ensemble du Schleswig du Nord fut considéré comme un tout indivisible, la totalité fut attribuée au Danemark (1919). Dans le centre du Schleswig, la situation fut inverse, 80 % des votants furent favorables à l'Allemagne et 20 % au Danemark. Dans ce vote, chaque municipalité décida de son propre avenir, une grande majorité d'Allemands peuplait l'ensemble du centre du Schleswig. À la lumière de ces résultats, le gouvernement de Carl Theodor Zahle détermina que le Schleswig du Nord serait danois, le centre serait sous le contrôle allemand.
Beaucoup de nationalistes danois, indépendamment des résultats des plébiscites, estimèrent que la ville de Flensburg devait être rendue au Danemark, en raison de l'importante majorité de Danois et une volonté générale d'affaiblir l'Allemagne pour un long moment. En accord avec ces sentiments, Christian X de Danemark ordonna à son Premier ministre, Charles Théodore Zahle, d'inclure Flensburg dans le processus d'unification. Depuis le gouvernement de Johan Henrik Deuntzer (1901), le Danemark fonctionnait comme une démocratie parlementaire, Charles Théodore Zahle après un vif échange avec le roi donna sa démission (1920).

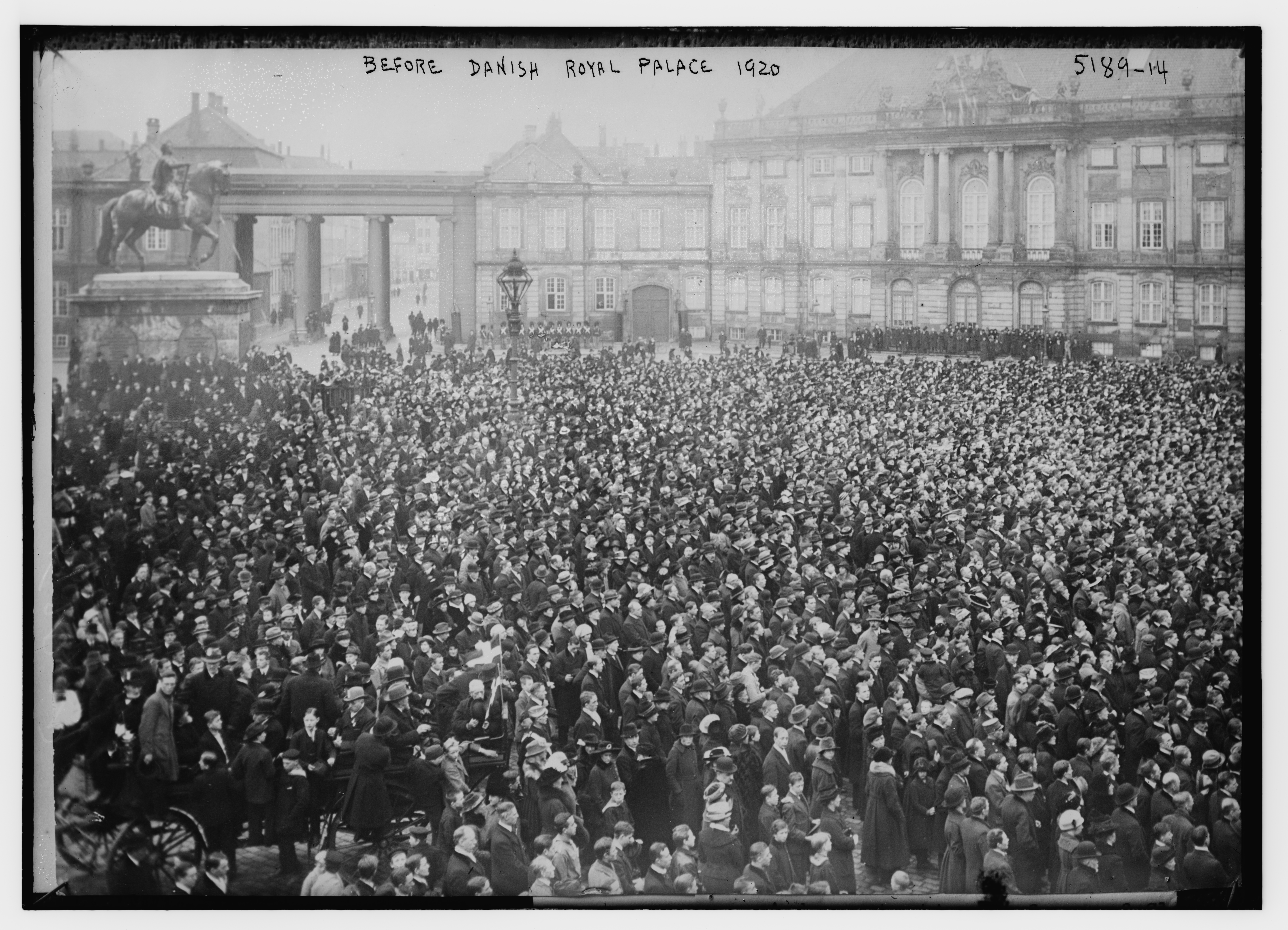
Manifestation contre le roi devant le palais d'Amalienborg en 1920.

Ultérieurement, Christian X de Danemark congédia le reste du Cabinet Zahle et le remplaça de facto par un gouvernement conservateur. Ce congé provoqua des manifestations, une atmosphère presque révolutionnaire régna sur le Danemark, et, pendant plusieurs jours, l'avenir de la monarchie danoise parut incertain. Compte tenu des évènements, les négociations furent ouvertes entre Christian X et les membres sociaux-démocrates. Face au péril menaçant la couronne danoise, Christian X de Danemark congédia son propre gouvernement et installa un compromis avec le gouvernement social-démocrate jusqu'aux élections.
Ce fut l'ultime fois qu'un souverain danois tenta de prendre des mesures politiques sans le plein et entier soutien du Parlement. À la suite de cette crise, Christian X de Danemark accepta de réduire considérablement son rôle politique et devint un chef d'État symbolique.

### Seconde Guerre mondiale

#### L'occupation du Danemark

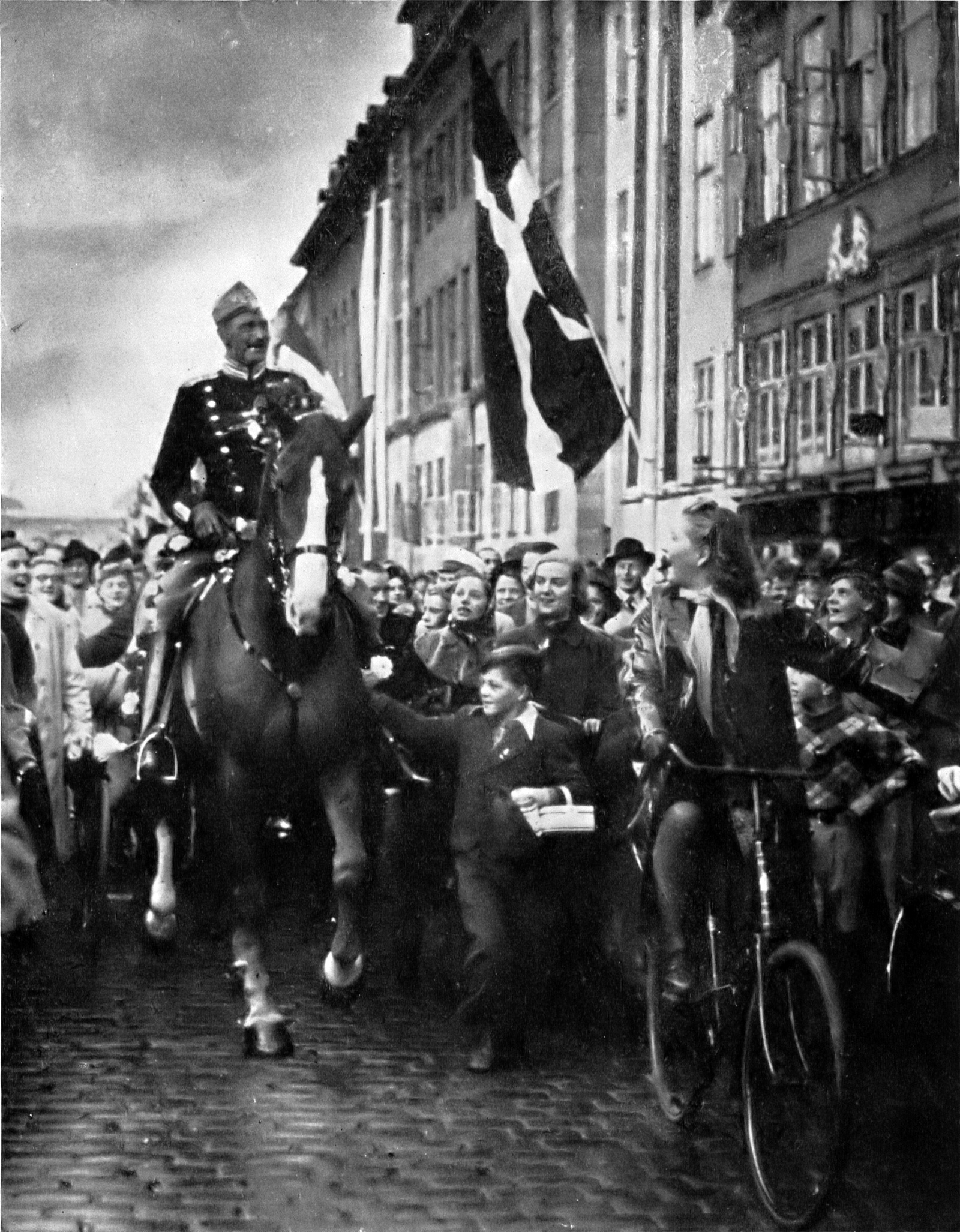
Pendant l'occupation allemande, le roi devint un puissant symbole de souveraineté nationale. Cette photo fut prise en septembre 1940, lors de la parade équestre du roi pour son.

Contrairement au roi de Norvège et à la reine des Pays-Bas, partis en exil, Christian X de Danemark, âgé de 70 ans, demeura à Copenhague pendant toute la durée de l'occupation par les Allemands. Les adversaires de l'Allemagne voyaient cela comme une attitude faible et conciliante. Le Washington Post accusait directement le roi d'être une victime consentante de l'occupation[réf. nécessaire]. Mais, pour la population danoise, il fut un symbole visible de la cause nationale. En dépit de la précarité de la situation, bien que septuagénaire, seul, il parcourut chaque jour la ville à cheval[réf. souhaitée].
En 1942, Adolf Hitler lui envoya un télégramme de félicitations pour son soixante-douzième anniversaire, Christian X lui répondit simplement par télégramme : Meinen besten dank. Christian Rex (mes meilleurs remerciements. Roi Christian). Cette réponse indigna fortement Hitler qui rappela immédiatement son ambassadeur à Copenhague et expulsa l'ambassadeur danois en Allemagne. La pression allemande aboutit à la destitution du gouvernement danois dirigé par Vilhelm Buhl et à la mise en place d'un nouveau gouvernement dirigé par le diplomate Erik Scavenius. Les Allemands pensèrent que ce dernier se montrerait plus coopératif. Or, Erik Scavenius était ministre des affaires étrangères sur proposition du roi, qui était donc, dans ce choix, en accord avec les Allemands.
Comme la population et le gouvernement, il s'opposa aux mesures discriminatoires des nazis à l'égard de la population juive du Danemark, mais il n'a jamais protesté officiellement. Les Juifs danois purent cependant dans leur majorité quitter le Danemark pour la Suède.
Après une chute de cheval, le 19 octobre 1942, Christian X de Danemark resta plus ou moins infirme pour le restant de sa vie. Le rôle joué par Christian X de Danemark lors de la Crise de Pâques en 1920 avait réduit considérablement sa popularité, mais l'occupation allemande fit de lui un monarque populaire et un symbole national.

#### La légende du roi et l'étoile juive
(avril 2017).
Améliorez-le ou discutez des points à vérifier. 
Pendant la Seconde Guerre mondiale, Christian X devint le héros d'une série de légendes - récits de propagande plutôt - qui faisaient souvent intervenir le sauvetage des juifs danois. L'histoire qui fut la plus répandue, et qui circule encore en dehors du Danemark, était celle du roi Christian portant l'étoile juive en public pour montrer sa sympathie avec la cause juive. Cette légende, qui est pure fiction, naquit pendant la guerre, mais elle connut une deuxième jeunesse en 1952 par son insertion dans le roman Exodus de Leon Uris. En une dizaine de lignes, le roman raconte que le roi non seulement portait l'étoile mais incitait la population danoise dans son ensemble à suivre son exemple pour protester contre le racisme de l'occupant allemand. Le récit est présenté comme une vérité historique et beaucoup de lecteurs y ont cru. La légende fut répétée dans le film Exodus. Mais l'origine de cette histoire ne se situe pas dans l'œuvre de Leon Uris. Elle provient d'outre-Atlantique chez des Américains d'origine danoise qui se trouvaient, en 1942, dans une situation très particulière. Ceci a été démontré par Vilhjálmur Örn Vilhjálmsson, un historien islandais, dans The King and the Star. Myths created during the Occupation of Denmark (Le Roi et l'Étoile. Des mythes créés durant l'occupation du Danemark).
Quel but visait-on avec ces fictions? En ce qui concerne Leon Uris, il était lancé dans une entreprise sioniste à un moment où le jeune état d'Israël n'était pas très populaire aux États-Unis. Mais pour les véritables créateurs du mythe, le but était autre. Il s'agissait de sauver la réputation du Danemark et d'éviter que le pays ne fût perçu comme un allié de l'Allemagne. Le Danemark avait signé le pacte Antikomintern au moment de l'agression allemande contre l'Union soviétique et des voix s'étaient élevées aux États-Unis qui accusaient directement le roi Christian d'être une victime consentante des nazis. Il était donc naturel de choisir le même terrain pour la riposte.
La toute première version de la légende fut publiée par une agence juive de Londres, mais Vilhjalmsson montre que c'était très probablement une personne engagée par un club danois de New York qui envoya l'histoire à une agence de presse londonienne. Cette personne a depuis gagné en notoriété en tant qu'inventeur d'un nouveau genre de campagne de presse - le premier Spin doctor. Plusieurs journaux ont ensuite retransmis l'histoire incluant l'ambassadeur du Danemark à Washington, Henrik Kauffmann. Ce diplomate œuvrait alors indépendamment de son pays et se trouvait sous une condamnation de haute trahison - ayant pris le parti des Alliés. Il n'y a donc pas lieu de croire que le roi ou le gouvernement danois fut impliqué dans la dissémination de l'histoire qui, néanmoins, finit par se répandre au Danemark et participer à la popularité du roi.
On ignore si les autres légendes concernant le courage royal sont également des créations volontaires ou de véritables légendes urbaines. Au Danemark, les historiens n'ont jamais pris ces légendes au sérieux, mais dans le reste du monde, elles ont la vie dure. Vilhjalmsson raconte qu'en 2001 des parlementaires américains se sont rassemblés pour honorer le roi danois qui avait arboré l'étoile juive pendant ses promenades à cheval dans les rues de Copenhague.
Le récit de l'étoile juive est doublement invraisemblable car au Danemark les juifs ne furent jamais contraints de porter des signes distinctifs. Les occupants sont passés directement d'une tolérance apparente à la phase de l'internement.
Ce coup d'éclat d'un roi d'un pays sous domination nazie portant l'étoile jaune en solidarité avec les juifs de son royaume est au cœur du roman L'Heure du roi, de l'écrivain russe Boris Khazanov.

#### Fondation de la république en Islande
Pendant la Seconde Guerre mondiale, lors de l'occupation allemande du Danemark à partir du 9 avril 1940, l'Althing décida de remplacer Christian X par un régent, Sveinn Björnsson, et déclara que le gouvernement islandais devrait assumer le contrôle des affaires étrangères et d'autres questions jusque-là traitées par le Danemark.
Après 25 ans, l'Acte d'Union dano-islandais expira le 31 décembre 1943. Le Danemark étant envahi par l'Allemagne nazie, les Islandais décidèrent d'agir unilatéralement, ce qui heurta certains Danois. À partir du 20 mai 1944, les Islandais se prononcèrent lors d'un référendum de quatre jours sur l'opportunité de mettre fin à l'union avec le Danemark, l'abolition de la monarchie et l'instauration de la république : 97 % des votants furent favorables à la fin de l'union et 95 % en faveur de la nouvelle constitution républicaine. L'Islande devint officiellement une république le 17 juin 1944, jour anniversaire de la naissance de l'indépendantiste Jón Sigurðsson, avec l'ancien régent Sveinn Björnsson comme premier président de la république. Christian X envoya un message de félicitations au peuple islandais et cessa d'être roi d'Islande.

### Mort et succession

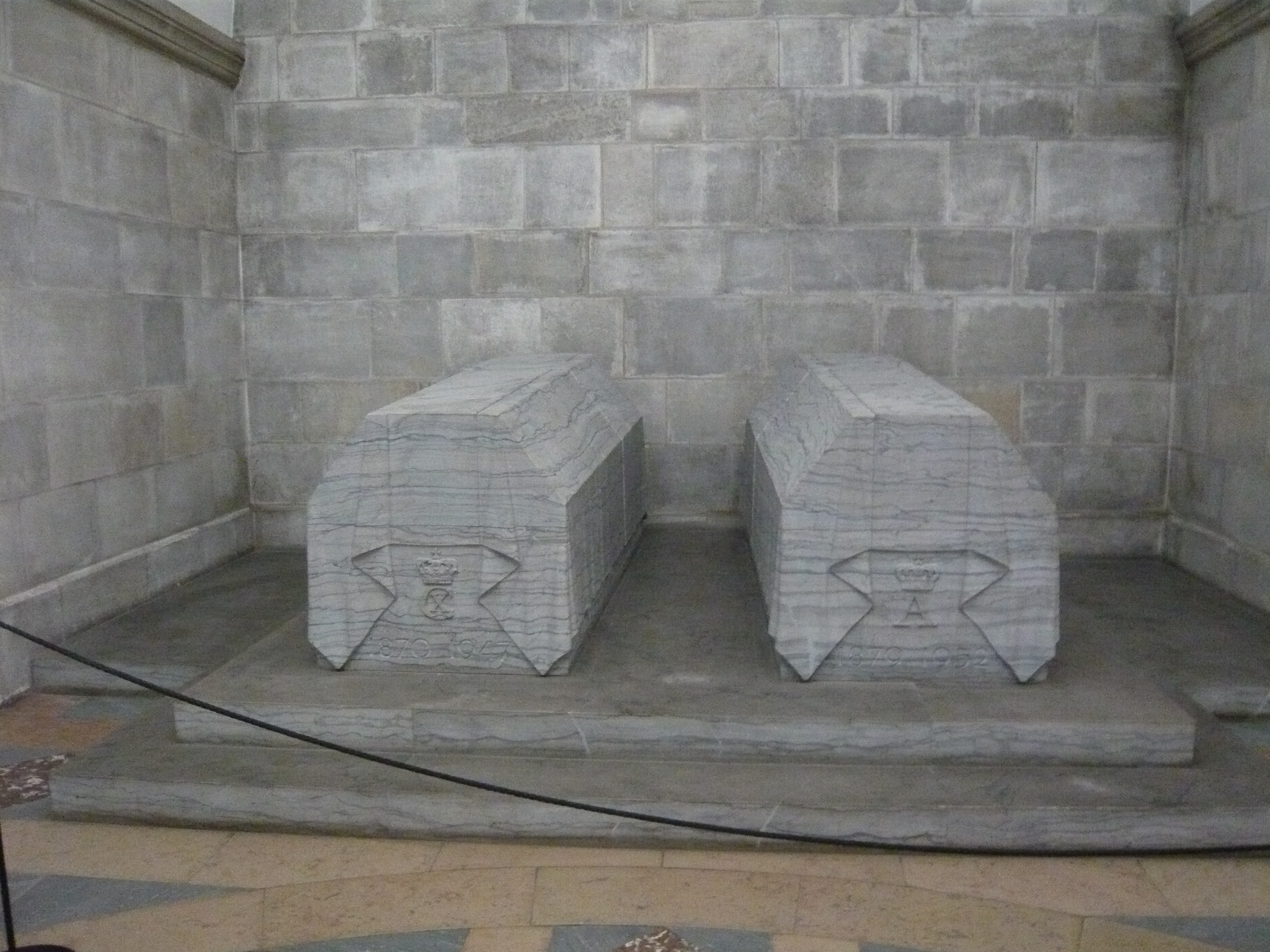
Tombeaux du roi et de la reine Alexandrine dans la cathédrale de Roskilde.

Après un règne de près de 35 ans, le roi Christian X mourut le 20 avril 1947 dans son palais de résidence au palais d’Amalienborg à Copenhague, à l'âge de 76 ans. Son fils ainé, le prince héritier Frédéric, lui succéda au trône et fut proclamé roi depuis le balcon du palais de Christiansborg sous le nom de Frédéric IX.
Sur le castrum doloris de Christian X dans la chapelle du palais de Christiansborg, on déposa un brassard arboré par la résistance danoise lors de la Seconde Guerre mondiale, bien que Christian eût accepté la politique de collaboration d'Erik Scavenius. Christian X fut inhumé dans la chapelle de Glücksbourg de la cathédrale de Roskilde, la nécropole traditionnelle des rois de Danemark. Son épouse Alexandrine de Mecklembourg-Schwerin vint le rejoindre après son décès le 28 décembre 1952.

## Titres et honneurs

### Titulature
- 26 septembre 1870 – 29 janvier 1906 : Son Altesse Royale le prince Christian de Danemark ;
- 29 janvier 1906 – 14 mai 1912 : Son Altesse Royale le prince héritier de Danemark ;
- 14 mai 1912 – 1er décembre 1918 : Sa Majesté le roi de Danemark ;
- 1er décembre 1918 – 17 juin 1944 : Sa Majesté le roi de Danemark et d'Islande ;
- 17 juin 1944 – 20 avril 1947 : Sa Majesté le roi de Danemark.

### Décorations étrangères

Monogramme royal de Christian X de Danemark.

- Grande étoile de la décoration d’Honneur pour services rendus à la République  Autriche
- Grand cordon de l’ordre de Léopold, 22 juillet 1897  Belgique
- Grand-croix de l’ordre du Mérite, avec collier  Chili
- Grand-croix extraordinaire de l'ordre de Boyacá  Colombie
- Collier de l'ordre du Lion blanc, 1933  République tchèque
- Croix de la Liberté, grade I classe I, 29 avril 1925  Estonie
- Collier de l'ordre de la Rose Blanche, 1919  Finlande
- Grand-croix de l'ordre national de la Légion d’honneur  France
- Chevalier de l'ordre de l’Aigle noir, avec collier  Empire allemand
- Grand-croix de l'ordre de l’Aigle rouge  Empire allemand
- Chevalier de l'ordre de Saint-Hubert  Bavière
- Croix d’honneur de l’ordre du Griffon  Mecklenburg
- Grand-croix de l'ordre de la Couronne de Wende, avec couronne d'or  Mecklenburg
- Grand-croix de l’ordre du Mérite du duc Pierre-Frédéric-Louis, avec couronne d’or  Grand-duché d'Oldenbourg
- Grand-croix de l'ordre du Faucon blanc, 1897  Grand-duché de Saxe-Weimar-Eisenach
- Grand-croix de l'ordre du Sauveur  Grèce
- Grand-croix de l'ordre des Saints-Georges-et-Constantin  Grèce
- Grand-croix de l’ordre du Mérite hongrois, avec sainte couronne et collier, 26 Septembre 1940  Royaume de Hongrie
- Chevalier de l'ordre de l’Annonciade, 26 janvier 1910  Royaume d'Italie
- Collier de l’ordre des Pahlavi  Iran
- Collier de l’ordre du Chrysanthème  Japon
- Grand-croix de l'ordre de Saint-Charles  Monaco
- Grand-croix de l'ordre du Lion néerlandais  Pays-Bas
- Médaille du jubilé du roi Haakon VII 1905-1930  Norvège
- Grand-croix de l'ordre de Saint-Olaf avec collier  Norvège
- Grand-croix de l'ordre du Soleil, en diamants  Pérou
- Chevalier de l'ordre de l'Aigle blanc, 1923  Pologne
- Collier de l’ordre de Carol Ier, 1912  Royaume de Roumanie
- Chevalier de l'ordre de Saint-André  Empire russe
- Chevalier de l'ordre de Saint-Alexandre Nevski  Empire russe
- Chevalier de l'ordre de l’Aigle blanc  Empire russe
- Chevalier de l'ordre de Sainte-Anne, 1re classe  Empire russe
- Chevalier de l'ordre de Saint-Stanislas, 1re classe  Empire russe
- Chevalier de l'ordre de Saint-Vladimir, 4e classe  Empire russe
- Grand-croix de l’ordre de l'Étoile de Karageorge  Royaume de Serbie
- Chevalier de l’ordre de la Dynastie Chakri,15 juillet 1897  Thaïlande
- Chevalier de l'ordre de la Toison d’or, 4 juillet 1901  Royaume d'Espagne
- Grand-croix de l’ordre de Charles III, avec collier, 15 mai 1902  Royaume d'Espagne
- Chevalier de l'ordre des Séraphins, avec collier, 15 novembre 1888  Suède
- Chevalier de l’ordre de Charles XIII, 1912   Suède
- Grand-croix honoraire de l’ordre royal de Victoria,11 octobre 1901  Royaume-Uni
- Grand-croix honoraire de l'ordre du Bain (civil), 22 avril 1908  Royaume-Uni
- Chevalier étranger de l'ordre de la Jarretière, 9 mai 1914  Royaume-Uni
- Chaîne royale victorienne  Royaume-Uni
- Bailli grand-croix de l'ordre Saint-Jean  Royaume-Uni
- Collier de l’ordre du Libérateur  Venezuela

## Généalogie
Christian X de Danemark appartenait à la cinquième branche (lignée Oldenburg-Glücksbourg) issue de la quatrième branche (lignée Schleswig-Holstein-Sonderbourg-Beck), elle-même issue de la première branche de la maison de Schleswig-Holstein-Sonderbourg. Toutes ces branches sont issues de la première branche de la maison d'Oldenbourg.